# Sponsor sericeus
Sponsor sericeus es una especie de escarabajo del género Sponsor, familia Buprestidae. Fue descrita científicamente por Kerremans en 1894.

## Distribución
Habita en la región afrotropical.